# Хантс (графство)
Хантс — графство в канадской провинции Новая Шотландия. Графство является переписным районом и не является административной единицей провинции, эти функции вне городов и резерваций выполняют два округа Ист-Хантс и Уэст-Хантс.

## География
Графство Хантс находится в западной части полуострова Новая Шотландия. Северная часть графства омывается водами Минас-Бейсин и залива Кобекуид (Cobequid Bay). На востоке графства протекает река Шубенакади (Shubenacadie River), по которой проходит граница с графством Колчестер. На юге графство граничит с графством Галифакс, на юго-западе — Луненберг, а на северо-западе — Кингс.
По территории графства проходит автодороги провинциального значения хайвеи 101 и 102, а также ряд дорог, управляемых графством, основными из которых являются магистрали 1, 2 и 14 и коллекторы 202, 214, 215, 236 и 354.

## История
Графство Хантс было образовано в 1781 году как часть графства Кингс. Причиной разделения стала река Эвон, протекающая через графство Кингс и отделяющая его центр, Хортон, от части территории. Название нового графство представляет собой сокращённое название графства Хэмпшир (County of South Hampton) в Англии. Точные границы графства были определены в 1785 году и нанесены на карту в 1828 году.
В 1861 году графство было разделено на два округа: Ист-Хантс (восточный) и Уэст-Хантс (западный).

## Население
Для нужд статистической службы Канады графство разделено на два округа, два города и одну индейскую резервацию.
| Название       | Оригинальное название | Статус               | Площадь  | Население |
| -------------- | --------------------- | -------------------- | -------- | --------- |
| Ист-Хантс      | East Hants            | Округ                | 1 787,64 | 21 378    |
| Уэст-Хантс     | West Hants            | Округ                | 1 238,12 | 13 881    |
| Уинсор         | Windsor               | Город                | 9,06     | 3 709     |
| Хантспорт      | Hantsport             | Город                | 2,13     | 1 191     |
| Индиан-Брук 14 | Indian Brook 14       | Индейская резервация | 12,13    | 1 014     |